# バローズのシリーズ外作品
バローズのシリーズ外作品（バローズのシリーズがいさくひん）では、アメリカの小説家エドガー・ライス・バローズの作品のうち、4大シリーズ（火星シリーズ、ターザン・シリーズ、ペルシダー・シリーズ、金星シリーズ）に含まれないものについて記述する。この名称は便宜上のものであり、広く用いられているものではない。また、作品一覧にリンク先がしめされているものについては、それぞれの項目を参照。

## 作品一覧
以下、掲載順に原題と連載期間、刊行年、邦題を示す。番号は、上部が作品番号（「E・R・バロウズ作品総目録（H・H・ヘインズの資料による）」）、下部は単行本刊行番号（リチャード・A・ルポフ　『バルスーム』）。なお、どちらも番号の振られていないもの（無いもの）も存在する。
日本語版未訳分の邦題については、出典のあるもののみ示した。邦訳は、
1. 『モンスター・マン』
2. ムーン・シリーズ（『月の地底王国』、『月人の地球征服』）
3. 太古世界シリーズ（『時に忘れられた世界』、『時に忘れられた人々』、『時の深き淵より』）

がハヤカワ文庫SF（早川書房）、それ以外は創元推理文庫（東京創元社）による。また、『モンスター13号』は、単独での刊行の他、創元SF文庫の『合本版・火星シリーズ第4集火星の古代帝国』（2002年）にも収録されている。
| 作品/ （刊行）    | 単行本原題 （連載時原題） | 連載 | 刊行          | 邦題 （創元版/早川版） | 日本での刊行 （創元版/早川版） 訳者/イラスト                                                 |
| ----------------- | --- | --- | ------------- | --- | -------------------------------------------------------------------------------------------- |
| 5、 31 (21)       | The Cave Girl 第1部(The Cave Girl) （洞窟の娘） 第2部(The Cave Man) （洞窟の男）                                                                                         | オール・ストーリー 1913年7月 オール・ストーリー ・ウィークリー 1917年3月 | 1925年        | 石器時代へ行った男 | 1977年12月16日 厚木淳 武部本一郎                                                             |
| 6 (31)            | The Monster Men （怪物たち） (A Man Without Soul) （魂のない男） | オール・ストーリー 1913年11月 | 1929年        | モンスター13号 （創元版） モンスター・マン （早川版）                                                                        | 1978年12月22日 厚木淳 武部本一郎 1973年5月31日 関口幸男 斉藤寿夫                             |
| 8 (26)            | The Outlaw of Torn （トーンの無法者） | ニュー・ストーリー ニューヨーク・ストーリー ・マガジン 1914年1月 | 1919年 1927年 | （未訳） | -                                                                                            |
| 9、 14 (23)       | The Eternal Lover （永遠の恋人） （別題 The Eternal Savage ） （永遠の野蛮人） 第1部(Nu of the Neocene) （新第三紀のヌー） 第2部(Sweetheast Primeval) （原始時代の恋人） | オール・ストーリー ・ウィークリー 1914年3月7日号 オール・ストーリー ・キャバリアー 1915年1月23日号 ～2月13日号 | 1925年        | 石器時代から来た男 | 1977年11月11日 厚木淳 武部本一郎                                                             |
| 10、 16 (25)      | The Mad King 第1部(The Mad King) 第2部(barney cuter of bestrice) | オール・ストーリー 1914年3月 オール・ストーリー ・キャバリアー 1915年8月 | 1926年        | ルータ王国の危機 | 1981年7月24日 厚木淳 加藤直之                                                                |
| 13、 21 (13)      | The Mucker （マッカー） 第1部(The Mucker) 第2部(The Return of the Mucker)                                                                                                | オール・ストーリー ・キャバリア ・ウィークリー 1914年10月 オール・ストーリー ・ウィークリー 1916年6月 | 1921年        | 南海の秘境 風雲のメキシコ （全2巻） （マッカー・シリーズ）                                                                   | 1980年7月25日 1980年9月5日 厚木淳 斉藤寿夫 （共に創元版）                                    |
| 17 (61)           | The Man-Eater （マン・イーター） | 1915年11月（全6回） | 1957年        | （未訳） | -                                                                                            |
| 19 (61)           | The Lost Continent (Beyond Thirty) （30度線の彼方） | オール・アラウンド ・マガジン 1916年2月 | 1957年        | 失われた大陸 | 1971年12月24日 厚木淳 武部本一郎                                                             |
| 23 (62)           | The Girl from Farris's （ファリスの店から来た娘） | オール・ストーリー ・ウィークリー 1916年9月～10月 （全4回） | 1959年        | （未訳） | -                                                                                            |
| 35 (50)           | The Lad and the Lion | オール・ストーリー ・ウィークリー 1917年6月号～7月号 | 1938年        | 砂漠のプリンス | 1980年11月7日 厚木淳 斉藤寿夫                                                                |
| 38 (48)           | The Oakdale Affair and the Rider | 1918年3月 | 1937年        | （未訳） | -                                                                                            |
| 39、 40、 41 (19) | The Land That Time Forgot 第1部(The Land That Time Forgot) 第2部(The People That Time Forgot) 第3部(Out of Time's Abyss)                                                 | ブルー・ブック 1918年8月号 10月号 12月号 | 1924年        | 時間に忘れられた国 （創元版全1巻） 時に忘れられた世界 時に忘れられた人々 時の深き淵より （早川版全3巻） （太古世界シリーズ） | 1971年8月20日 厚木淳 武部本一郎 1970年12月31日 1971年2月28日 1971年3月31日 関口幸男 斎藤和明 |
| 42 (48)           | H.R.H The Rider （騎手殿下） （H・R・H・ザ・ライダー） | 1918年12月 | 1937年        | （未訳） | -                                                                                            |
| 51 (68)           | The Efficiency Expert （能率専門家） | オール・ストーリー ・ウィークリー 1921年10月（全4回） | 1965年        | （未訳） | -                                                                                            |
| 53 (17)           | The Girl From Hollywood | マンシーズ・マガジン 1922年6月～11月 （全4回） | 1923年        | （未訳） | -                                                                                            |
| 55、 58、 59 (24) | The Moon Maid 第1部(The Moon Maid) 第2部(The Moon Men) 第3部(The Red Hawk) （レッド・ホーク）                                                                            | アーゴシー・オール ・ストーリー・ウィークリー 1923年5月5日号 ～6月2日号 アーゴシー・オール ・ストーリー・ウィークリー 1925年2月21日号 ～3月14日号 アーゴシー・オール ・ストーリー・ウィークリー 1925年9月5日号 ～19日号 | 1926年        | 月のプリンセス 月からの侵略 （創元版全2巻） （月シリーズ） 月の地底王国 月人の地球征服 （早川版全2巻） （ムーン・シリーズ）  | 1978年8月11日 1978年10月27日 厚木淳 武部本一郎 1970年8月31日 1970年10月31日 関口幸男 金森達  |
| 57 (22)           | The Bandit of Hell's Bend | オール・ストーリー 1924年9月 | 1925年        | （未訳） | -                                                                                            |
| 60 (27)           | The War Chief （戦争酋長） | アーゴシー・オール ・ストーリー ・ウィークリー1927年 | 1928年        | ウォー・チーフ | 1989年1月27日 厚木淳 加藤直之                                                                |
| -                 | You Lucky Girl! | - | -             | （未訳） | -                                                                                            |
| 64 (39)           | Apache Devil （アパッチの悪党） （アパッチの悪魔） | 1928年5月 | 1933年        | アパッチ・デビル | 1989年2月17日 厚木淳 加藤直之                                                                |
| 70 (37)           | Jungle Girl （ジャングル・ガール） (The Land of Hidden Men) （隠れた者たちの王国）                                                                                       | ブルー・ブック・マガジン 1931年5月号～9月号 | 1932年        | 密林の謎の王国 | 1979年4月20日 厚木淳 武部本一郎                                                              |
| 82 (64)           | The Resurrection of Jimber-Jaw | 1937年2月 | 1964年        | 5万年前の男 | 『金星の魔法使』 に併録 1970年9月11日 厚木淳 武部本一郎                                      |
| 88 -              | The Scientists Revolt | 1939年7月 | -             | （未訳） | -                                                                                            |
| 89 (56)           | The Dequty Sheriff of Comanche Country (The Terrible Tenderfoot) | 1940年3月 | 1940年        | （未訳） | -                                                                                            |
| 101 (64)          | Beyond the Farthest Star （さい果ての星の彼方に） | 1942年1月 | 1964年        | ポロダ星での冒険 | 『金星の魔法使』 に併録                                                                      |
| - (64)            | | （死後発見） | 1964年        | タンゴール再登場 | 『金星の魔法使』 に併録                                                                      |
| -                 | Pirate Blood （海賊の血） | 不明 | 1970年        | （未訳） | -                                                                                            |
| - (69)            | I am a Barbarian | 1941年（執筆年） | 1967年        | カリグラ帝の野蛮人 | 1982年11月5日 厚木淳 加藤直之                                                                |

## 日本語訳作品
バローズの作品は冒険小説が主流であり、SF小説の場合でも、「冒険もの」の延長上にある場合が多い（月シリーズ第2部のようなハードSFは例外）。これは、「売れないものは書かない」というポリシーからであり、一時期は普通小説等も執筆したが、商業的に成功していないため、その方面からは撤退している。
既訳小説は、ほとんどが冒険もの、ないしはSF調の冒険ものである。例外はアパッチ・シリーズ（『ウォー・チーフ』と『アパッチ・デビル』）と『カリグラ帝の野蛮人』で、前者は19世紀末期のアパッチ戦争を、後者はローマ帝国の皇帝、カリグラを扱った歴史小説である。ただし、アパッチ・シリーズは、主人公（ジェロニモの養子、という設定の架空の人物）を中心にしたアクション面（と、滅亡へ向かう悲哀）が強調されている。
バローズの冒険もの（SF含む）は、以下のような点を基本としている。そのため、各作品の解説では、ことさら取り上げない。
1. ハッピーエンド（初作では悲劇に終わっても、続編では挽回される）。
2. 勇敢で高潔、逞しい主人公。冒険小説であれば、アメリカ人、あるいはイギリスなどのヨーロッパ人。SF系の場合は、前作の主人公（欧米人）の信任の厚い人物。
3. 若く美しい、貞節なヒロイン。身分の高い人物（家系）であることが多い。
4. 紋切り型の悪役（卑劣、粗暴、冷酷などの一個の特性か、複数を合わせた人格）。改心する例は稀。

上記に外れる場合には明記する。

### 項目のある作品
タイトル横のカッコ内は、ハヤカワ版でのタイトル、シリーズ名。
石器時代へ行った男
主に孤島を舞台とした冒険小説（三人称小説）。邦題からはタイムスリップSFを連想するが、SF的な要素は、ほとんどない（「孤島に原始人の部族や、類人猿の部族が存在している」という程度）。
ボストンで何不自由なく育った、富豪のインテリ息子が、洋上で遭難し孤島に辿り着く。文明のない世界に怯えながらも、逞しく成長し、原始人の社会で生き抜いていく。ヒロインは現地人だが、高貴な人物の血を引いていることが明らかとなる。
モンスター13号（モンスター・マン）
マッドサイエンティストもののSF小説（三人称小説）。マクスン教授は、ボルネオにある島の研究所で人工生命を造りだしていく。怪異な生命が誕生を続ける中、ついに13号は完璧な外見を持って誕生する。折しも、教授の一人娘・ヴァージニア（リニー）が誘拐される。「人工生命に魂はあるのか?」、13号（ブラン）は自らの存在に悩みつつ、12号以下の人造人間を従え、ヴァージニアを助けに向かう。
石器時代から来た男
タイムスリップSF（三人称小説）。10万年の時を超えた、原始人ヌーの恋と冒険。ヒロインは原始人ナット・ウルと、彼女の転生した姿であるアメリカ人ヴィクトリア・カスター。第1部は主に現代のアフリカを、第2部は主に過去を舞台にしている。
ルータ王国の危機
ヨーロッパにある架空の王国、ルータを舞台にした冒険小説（三人称小説）。『ゼンダ城の虜』を参考にしている。主人公はアメリカ人、バーニー・カスター。バッツォウ中尉は、当初は敵対する軍人として描かれているが、誤解が解けた後は、頼もしい友人となった。
失われた大陸
22世紀を舞台にしたSF小説。20世紀にユーラシアやアフリカと絶縁したアメリカ（南米を含む）の将校が、ヨーロッパで繰り広げる冒険。主人公の一人称で語られている。
時間に忘れられた国（太古世界シリーズ）
絶海の孤島キャスパックを舞台にしたSF冒険小説。恐竜や原始人の登場する、いわゆる「ロスト・ワールドもの」だが、進化に焦点が当たっている部分が特長。全3部からなり、主人公はそれぞれ異なる。第1部、第2部は一人称小説、第3部のみ三人称小説。
月シリーズ（ムーン・シリーズ）
未来SF。全3部作で、主人公はそれぞれ違うものの、同じ一族の子孫であり、魂が転生した存在となっている。第1部は月の内部を舞台としたスペースオペラ、第2部はアメリカ（シカゴ）を舞台としたハードSF、第3部は西部劇調となっており、すべて一人称で語られている。
5万年前の男
氷漬けで発見された5万年前の男を、蘇生させた顛末記（一人称小説。ただし、語り手は主人公ではない）。
さい果ての星の彼方に
SF小説（一人称小説）。第二次世界大戦の最中、ヨーロッパで撃墜されたアメリカ空軍パイロットがポロダ星に瞬間転移し、そこで戦争に巻き込まれる。主人公はタンゴール（「無から」という意味）と名づけられ、パイロットとして、またスパイとしてユニス国のために戦う。なお、主人公の地球での氏名は伏せられている。

### マッカー・シリーズ
マッカー・シリーズの第1部『南海の秘境』(The Mucker)は、オール・ストーリー・キャバリア・ウィークリーに1914年に掲載され、第2部『風雲のメキシコ』(The Return of the Mucker)は、オール・ストーリー・ウィークリーに1916年に掲載された。アメリカでは1冊(The Mucker)にまとめられている。
概要
不良を主人公にした冒険小説（三人称小説）。「マッカー」とは当時の俗語で、「ごろつき」、「チンピラ」などを意味する。バローズの主人公はたいてい紳士的であり、その点では型破りである。ただし、運命の女性バーバラ・ハーディングとの出会いによって、真の紳士に目覚めていく。
備考
第1部に登場する孤島には、室町幕府滅亡時に日本から逃げ出した大名、オダ氏の一族が住んでいる。現地の首狩り族と混血しているが、当時の生活様式を守っている部分があり、外見的には当時の侍に近い。領地（もしくは島）は「ヨカ」と名づけられている。
バローズが鉄道公安官だった経験が生かされている。

### 砂漠のプリンス
『砂漠のプリンス』は、創元推理文庫SFでの邦題。原題は(The Lad and the Lion)で、オール・ストーリー・ウィークリーに1917年に掲載され、1938年に単行本化された。
概要
記憶を失ったアジズ（マイケル王子）が、ライオンと共にサハラ砂漠で繰り広げる冒険小説（三人称小説）。ヨーロッパの架空の小国（マイケル王子の出身国）での宮廷陰謀劇も、同時に進行する。
備考
本作は1914年2月~3月に執筆された。雑誌掲載（1917年）が遅れたのは、映画公開（同年4月。主演、ヴィヴィアン・リード）に合わせるため（タイアップ）である。創元推理文庫の裏表紙には、「オール・ストーリー」1917年6月30日号の表紙が掲載されており、映画『砂漠のプリンス』を観客が眺めているイラストになっている。
本作は、ターザンの映画化に絡んで製作者に送付したもので、映画化権は500ドルで購入された。映画は好評だったが、バローズの意向が無視されたため、複雑な思いだったという。

### アパッチ・シリーズ
アパッチ・シリーズの第1部『ウォー・チーフ』(The War Chief)は、アーゴシー・オール・ストーリー・ウィークリーに1927年に掲載され、1928年に単行本化された。第2部『アパッチ・デビル』(The Return of the Mucker)は、1928年に掲載され、1933年に単行本化された。
なお、本節での記述は当該シリーズに基づくものであり、当該シリーズは「史実を元にしたフィクション」である点に留意。
概要
アパッチ戦争（インディアンと白人の戦争）を背景に、アパッチのゴヤスレイ（ジェロニモ）の養子となった、インディアンと白人の混血児ショッディジージが、恋と冒険を繰り広げる（三人称小説）。
第2部では闘争が終盤に入っており、部族の数は続々と減っていき、ジェロニモも和平を結ぶ（実質的な降伏）など、戦況は主人公たちを過酷に追い詰めていく。
備考
ショッディジージとは、黒熊を意味する。少年時代に単独で黒熊を仕留めた偉業に敬意を表し、名づけられた。
主人公の母親の祖父がチェロキー族であり、ショッディジージの血には1/8のインディアンの血が流れているが、外見は白人的な容貌ではない（そのため、インディアンとして通用する）。シスインディ（インディアン）は誇り高く、白人の子を仲間に加えようとしない人物もいた（ネドニ族の酋長ジュー。後に敵対）。
主人公はシスインディと信じきっており（コチーズ酋長からも認められた）、白人を憎み、侮蔑すること甚だしい。白人に対しては「目白（ホワイト・アイズ）」、「ピンダーリッコイ」などの蔑称が使われている。
もっとも、白人側もインディアンを虐待しており、「田舎者（サイウオッシュ）」呼ばわりは可愛い方で、「いいインディアンは、死んだインディアン」と、インディアンの人命を軽視している。ジェロニモは家族を皆殺しにされた事を語り継いでおり、全体を通してインディアンの視点で語られ、だまし討ちやインディアン犯罪の偽造など、白人の卑劣さが強調されている。バローズの冒険作品（一部のSF作品含む）の主人公の多くはアメリカ人かヨーロッパ人であり、白人としての意識で描かれている中、本作は特殊な位置にある。リチャード・A・ルポフは、『バルスーム』において「アパッチの側に絶大な同情をもって描かれている」と説明している（ただし、『金星の魔法使』の「解説」では、「比較的知名度がすくないが、それでも読みごたえのある2作」と評している）。
アメリカ人同様、メキシコ人も敵である。ただし、白人の友人（第0騎兵隊のキング少尉）や、メキシコ人の友人（ルイス・マリエル）も存在しており、後半のヒロインは白人女性である。
厚木淳によると、作中に登場する「第0騎兵隊」は「第7騎兵隊」のことであり、生存者（関係者）を慮った変更と推測されている（バローズ自身も所属していた）。
また、厚木はかつて、『月からの侵略』の「訳者あとがき」において、本シリーズを「バローズを代表する傑作」と評している。

### 密林の謎の王国
『密林の謎の王国』は、創元推理文庫SFでの邦題。原題は『隠れた者たちの王国』(The Land of Hidden Men)で、ブルー・ブック・マガジンに1931年に掲載され、単行本化にあたり、『ジャングル・ガール』(Jungle Girl)に改題された。
概要
カンボジアの奥地を舞台としたタイムスリップSF小説（三人称小説）。
備考
原題『隠れた者たちの王国』(The Land of Hidden Men)は編集者のつけたものであり、バローズは『らい王の踊子』とつけていた。

### カリグラ帝の野蛮人
『カリグラ帝の野蛮人』(I am a Barbarian)は1941年に執筆され、死後の1967年に単行本化された。なお、本節での記述は当該作品に基づくものであり、当該作品は「史実を元にしたフィクション」である点に留意。
概要
ローマ帝国の皇帝、カリグラ（ガイウス・ユリウス・カエサル・アウグストゥス・ゲルマニクス）を扱った歴史小説。一人称小説であり、語り手は、ブリトン人の「キンゲトリクス(Cingetorix)の曾孫」であるブリタニクスで、「息子に読ませるため」に執筆されている。西暦16年から41年までを扱っており、これは、ブリタニクスにとっては「カリグラの捕虜となってから、彼が死ぬまで」であり、カリグラの幼少期から、皇帝としての治世の4年目までに当たる。
備考
ローマ帝国の強大さ、壮麗さに触れるとともに、帝国とローマ人に関する嫌悪・侮蔑も繰り返し強調される。ただし、これは「アグリッピナ（カリグラの母親。ヒステリックで傲慢な性格であり、子供たちの性も乱れている）の家系（家庭）を見て育った」ため、とも明記されており、ローマ人の中でも好感の持てる人物（カリグラの父であるゲルマニクス。ただし、「あまり利口ではない」とも）や、尊敬する人物（皇帝ティベリウス。命を救ってもらったこともある）も登場する。

## 日本語未訳作品
トーンの無法者 (The Outlaw of Torn)
13世紀のイギリスを扱った歴史もの。アクションも多く、当時のグレイストーク卿（ターザンの遠い祖先）も登場する。
バローズの第2作（処女作『火星のプリンセス』と、第3作『類猿人ターザン』の間に執筆）。少なくとも5社から採用を却下されている。
マン・イーター (The Man-Eater)
ジャングルもの。ターザンは登場しない。
ファリスの店から来た娘 (The Girl from Farris's)
美しい不良少女が、献身的な恋人により更生していく。
The Oakdale Affair and the Rider
主人公に女性を据えた冒険もの。単行本は『騎手殿下』(H.R.H The Rider)を収録（共に未訳）。
能率専門家 (The Efficiency Expert)
優秀なスポーツマンがビジネス界に進出し、成功する。
The Girl From Hollywood
高名な映画女優が、真実の愛情を知る作品。。
The Bandit of Hell's Bend
西部もの。カウボーイ2人が、ヒロインのために対決する。
You Lucky Girl!
戯曲。未上演・未刊行のため、欠番扱い。娘が女優志望のため書いた、と伝わる。
The Scientists Revolt
未来もの。ヨーロッパの支配を続けるため、アメリカの科学者が苦心する。
The Dequty Sheriff of Comanche Country
西部もの。
海賊の血 (Pirate Blood)
エース・ブックス版（ペーパー・バック）の『金星の魔法使』 (The Wizard of Venus)に収録されている（刊行は1970年）。